# Gobernación de Rafah
La gobernación de Rafah (en árabe: محافظة رفح) es una de las dieciséis gobernaciones del Estado de Palestina y una de las cinco ubicadas en la porción sur de la Franja de Gaza. Su capital provincial o muhfaza  es la ciudad de Rafah en la frontera con Egipto. Según la Oficina Central Palestina de Estadísticas, la provincia tenía una población de 171.363 a mediados del año 2006. En ella se encuentra el Aeropuerto Internacional Yasser Arafat actualmente cerrado.

## Municipios
- al-Bayuk
- al-Mawasi
- al-Qarya as-Suwaydiya
- Rafah
- Shokat as-Sufi

## Campos de Refugiados
- Tall as-Sultan
- Campamento de Rafah